# Stibasoma lutzi
Stibasoma lutzi är en tvåvingeart som beskrevs av Barretto 1947. Stibasoma lutzi ingår i släktet Stibasoma och familjen bromsar. Inga underarter finns listade i Catalogue of Life.